# Subinermexocentrus allardi
Subinermexocentrus allardi är en skalbaggsart som beskrevs av Stefan von Breuning 1972. Subinermexocentrus allardi ingår i släktet Subinermexocentrus och familjen långhorningar.
Artens utbredningsområde är Zimbabwe. Inga underarter finns listade i Catalogue of Life.